# Càncer dels filadors de cotó
El càncer dels filadors de cotó, càncer dels filadors de la Spinning mule o càncer de la Spinning mule era un càncer, un epitelioma de l'escrot. Es va informar per primera vegada el 1887 en un filador de cotó d'una Spinning mule. El 1926, un comitè de la British Home Office (Ministeri de l'Interior britànic) va afavorir fortament la idea que aquesta forma de càncer era causada per l'acció prolongada dels olis minerals a la pell de l'escrot, i d'aquests olis es va considerar que l'oli d'esquist era el més cancerigen.
Entre 1911 i 1938, hi va haver 500 morts entre els filadors de cotó per càncer de l'escrot, però només tres entre els filadors de llana.

## Història
Al voltant de 1900, es va detectar una elevada incidència de càncer escrotal en antics filadors de Spinning mule. El càncer es va limitar als filadors cotó i no va afectar els filadors de llana. La causa es va atribuir a la barreja d'olis vegetals i olis minerals utilitzats per lubrificar els eixos. Quan funcionaven els eixos, llançaven una boirina d'oli a l'altura de l'engonal, que s'impregnava a la roba de qualsevol persona que estigués prop de la màquina.
Les Spinning mule havien utilitzat aquesta barreja a partir de la dècada del 1880; les Spinning mule de cotó anaven més ràpid i s'escalfaven més que les altres filadores, i necessitaven olis més freqüents.
A la dècada del 1920, es va prestar molta atenció a aquest problema. Per solucionar el problema, es va utilitzar només oli vegetal o olis minerals blancs, que es creia que no eren cancerigens. Però, aleshores, es va començar a substituir les Spinning mule de cotó per filadores d'anells i, per tant, mai no es va establir si aquestes mesures eren eficaces.

## La Spinning mule

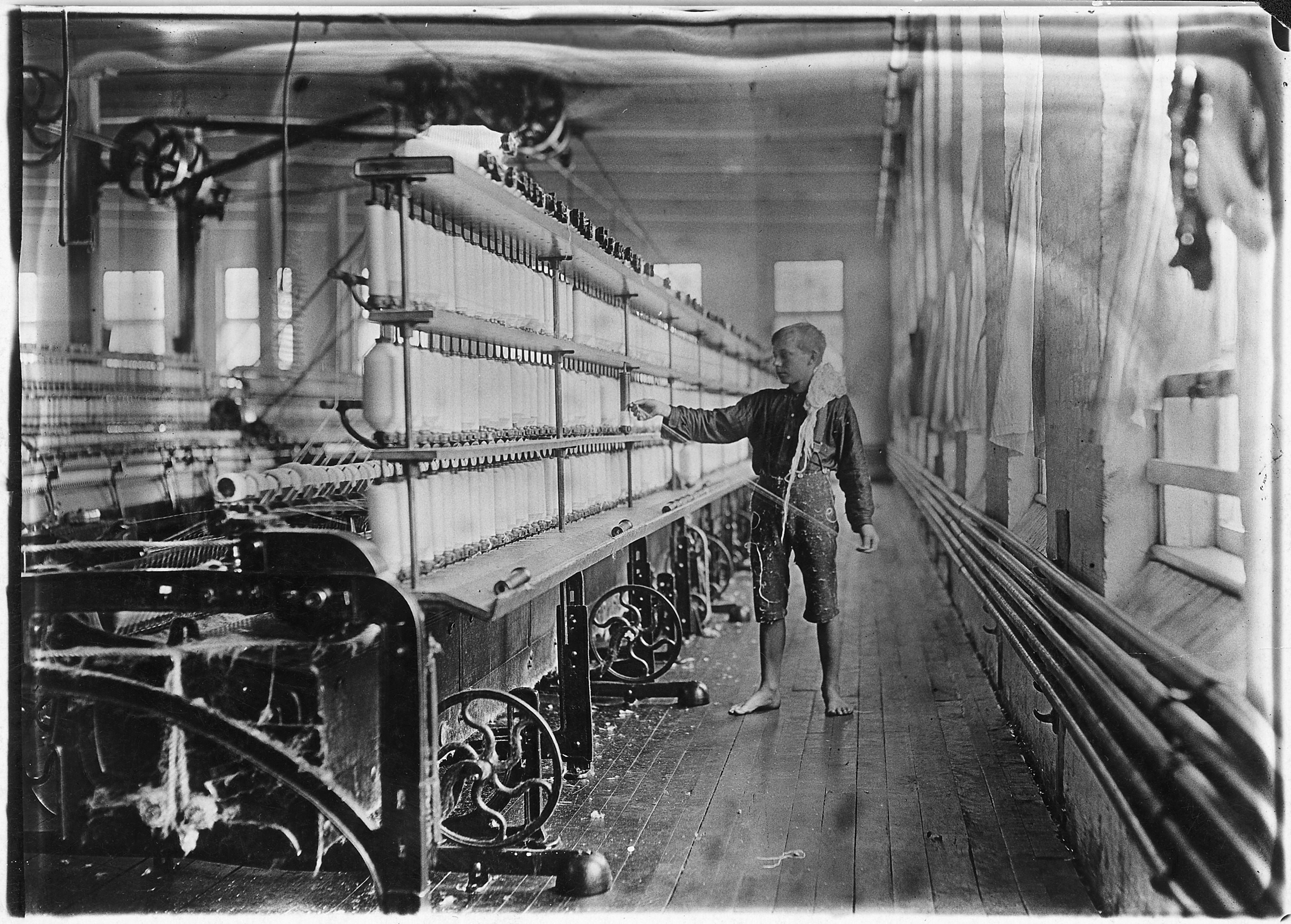
Habitació d'una Spinning mule, 1909

Un parell de Spinning mule de 46 m de llarg amb 1320 eixos cadascuna eren ateses per tres empleats: l'operari de la màquina, el gran mecànic i el petit mecànic. El petit mecànic començava a treballar als catorze anys i podia arribar a ser un operari. Tots aquests homes treballaven descalços, amb pantalons lleugers de cotó blanc. Hi havia quatre tasques bàsiques: reemplaçar les bobines, unir els extrems trencats, netejar la màquina, i retallar els fils. Tot això es feia caminant amunt i avall, prop de la màquina, mentre funcionava. En aquest moment, amb el braç esquerre i la cama cap endavant, l'engonal del treballador estava al costat de la base dels eixos.

## El càncer
Aquest càncer era una manifestació del carcinoma escatós de les cèl·lules escrotals, que va ser descrit per primera vegada el 1775 per Sir Percival Pott en els escura-xemeneies (va ser el primer càncer relacionat amb una malaltia professional que es va identificar, que va ser anomenada originalment «berruga» i després càncer dels escura-xemeneies). Pott descriu així el carcinoma dels escura-xemeneies:
| « | És una malaltia que sempre fa que el primer atac contra la part inferior de l'escrot, on produeix una superfície irregular i dolorosa, amb arestes dures i creixents ... la pell, els dartos i les membranes de l'escrot, i s'apoderen del testicle, que s'escampa, (sic) s'endureix i es torna veritablement i completament esmorteïda. D'on surt el procés espermàtic cap a l'abdomen. | » |

Comenta sobre la vida dels nens:
| « | El destí d'aquesta gent sembla peculiarment dur ... se'ls tracta amb gran brutalitat ... pugen per l'interior de la xemeneia, calentes, (sic) on són ferits i gairebé asfixiats; i quan arriben [a la pubertat] es converteixen en ... susceptibles d'una malaltia més greu, dolorosa i mortal. | » |

Es creia que el carcinogen era un quitrà d'hulla, que contenia possiblement algun arsènic
Quan es va registrar el primer cas de carcinoma escatós de les cèl·lules escrotals en un treballador de cotó a l'hospital de Manchester el 1887, ja feia 35 anys que la indústria utilitzava l'oli d'esquist com a lubrificant. S'utilitzava un oli més pesat una vegada al dia al carruatge i a les rodes, però s'aplicava un oli més lleuger de tres a quatre vegades al dia als eixos. L'oli més pesat podia entrar en contacte amb les mans de la persona conscient, però era l'oli més lleuger que sortia dels eixos en forma de boirina i s'impregnava als pantalons lleugers de cotó dels filadors al nivell del pubis i l'engonal, per sobre del escrot. A més, els mecànics es netejaven l'oli pesat de les mans amb els pantalons.
Brockbank, en el seu document de 1941, descriu:
| « | En la majoria d'homes, l'eix està a un nivell amb el pubis i les engonals per sobre de l'escrot. En una sala calenta, els filadors de la roba i els vestits només transpiren lliurement, i això tendeix a netejar el greix natural de la pell i permet que l'oli hi arribi. En més del 80% dels casos es produeixen a la part esquerra, això pot ser degut a una o més de les causes següents: - en primer lloc, el costat esquerre queda anatòmicament més baix que el dret (aquest serà més pronunciat quan el filador s'inclina cap endavant, cap a la peça, amb la mà esquerra); - la suor de la part inferior de l'abdomen tendirà a baixar pel costat esquerre i, amb menys freqüència, pel mig de l'escrot, entrant en contacte amb la cuixa esquerra i els pantalons grassos centenars de vegades al dia (...). | » |

## L'oli mineral i teories alternatives
Leitch va informar, el 1922, que havia pintat amb oli mineral a ratolins, induint carcinomes. Henry va informar, el 1926, que va utilitzar oli d'esquist als eixos de rotació ràpida, que, a causa de la força centrífuga, es va polvoritzar. Però hi va haver escèptics.
Les teories alternatives incloïen aquelles que els filadors eren més susceptibles a aquest tipus càncer perquè portaven menys roba que els filadors de llana i, sobretot, hi havia el problema de la falta de calçotets. El Dr. Robertson va afirmar que el càncer va ser causat per l'estirament mentre es retallava; en els estiraments, l'abrasió es produïa per l'arrossegament ascendent i el consegüent enduriment de la peça que es s'arrossegava sobre l'escrot. Altres culpaven la manca de neteja corporal.

## La investigació del Ministeri de l'Interior britànic
El març de 1925, el Ministeri de l'Interior britànic (Home Office) va realitzar una enquesta, que va ser publicada el 1926. Va identificar l'oli mineral com a causa principal i va elaborar una llista de recomanacions:
En primer lloc, que els operaris estiguin al llarg dels eixos de totes les filadores; i
- Realització d'una investigació experimental amb olis, amb l'objectiu de trobar olis inofensius i alhora adequats com a lubricants.
- Desenvolupament d'un coixinet de fus que no salpiqui, més particularment per a noves filadores.
- Prevenció de salpicadures d'oli procedents dels eixos de les filadores existents mitjançant algun tipus de protecció; el tipus s'ha de decidir per una sèrie de proves que seran acordades i ordenades mútuament per la Federació d'Operaris i els mecànics.
- Examen mèdic periòdic dels treballadors:
  - (a) Examinar inicialment de manera voluntària, però si no es produeix en un any o en qualsevol altre període posterior, es farà obligatori
  - (b) Que es realitzi a la fàbrica.
  - (c) Que es realitzi, com a mínim, cada quatre mesos.
  - (d) Incloure a tots els treballadors de la sala de les filadores amb 30 anys o més
  - (e) Que siguin realitzats per tres o quatre metges designats per l'empresa, amb l'aprovació del Ministeri de l'Interior, per un examen en general, o per defecte per metges especialistes designats per a àrees adequades per part del Ministeri de l'Interior conjuntament amb representants de l'empresa. Tots els treballadors de qualsevol àrea determinada seran examinats per un home.
- L'educació mitjançant la distribució periòdica de fulletons per tal de donar atenció directa a la importància de la neteja i als perills de la demora en el tractament precoç